# Džon Džejms Odubon
Džon Džejms Odubon (rođen Žan Rabin; 26. april 1785 – 27. january 1851) bio je američki ornitolog, naturalista, i slikar. On je zapažen po svojim opsežnim studijama koje su dokumentovale sve vrste američkih ptica i detaljnim ilustracijama koje su prikazivale ptice u njihovim prirodnim staništima. Njegovo veliko delo, knjiga u boji pod nazivom Ptice Amerike (1827–1839), smatra se jednim od najboljih ornitoloških radova ikada kompletiranih. Odubon je identifikovao 25 novih vrsta.

## Detinjstvo i mladost
Odubon je rođen u Le Keu u francuskoj koloniji Sen Dominik (sada Haiti) na plantaži šećerne trske svog oca. Bio je sin poručnika Žana Odubona, francuskog pomorskog oficira (i korsira) sa juga Bretanje, i njegove ljubavnice, Žane Rabin, 27-godišnje komorice iz Les Tuša, Bretanja (sada u modernoj regiji Loara). Imenovali su ga Žan Rabin. Jedan biograf iz 1887. godine izjavio je da je njegova majka bila dama sa plantaže u Luizijani. Njegova majka je umrla kad mu je bilo nekoliko meseci, pošto je patila od tropske bolesti od dolaska na ostrvo. Njegov otac već je imao nepoznat broj dece mešovite rase (među njima i ćerku po imenu Mari-Madlen), neke sa njegovom kućnom pomoćnicom mešovite rase, Katrin „Sanit” Bufa (opisane kao kvarteron, što znači da je ona imala tri četvrtine evropskog porekla). Nakon smrti Žane Rabin, Odubon je obnovio vezu sa Sanit Bufa i imao je ćerku s njom, po imenu Mjuge. Bufa se takođe brinula o dečaku Žanu.
Stariji Odubon je komandovao brodovima. Za vreme Američke revolucije, Britanija ga je zatvorila. Nakon puštanja na slobodu, pomagao je Američkom pokretu. On je dugo nastojao da uštedi dovoljno novca kako bi osigurao budućnost porodice nekretninama. Zbog robovskih nemira na Karibima, 1789. godine prodao je deo svoje plantaže u Sen-Dominiku i kupio farmu od 28 hektara pod nazivom Mil Grouv, 20 milja od Filadelfije, kako bi diverzifikovao svoje investicije. Sve veća napetost u Sen-Dominiku između kolonista i afričkih robova, koji su bili znatno brojniji, ubedila je Žana Odubona da se vrati u Francusku, gde je postao pripadnik Republikanske garde. Godine 1791. organizovao je da se njegova deca, Žan i Mjuge, koja su bila većinski belačkog porekla, prevezu kod njega u Francusku.
Decu su odgajili u Kueronu, blizu Nanta u Francuskoj, Odubon i njegova francuska supruga An Mone Odubon, sa kojom se venčao godinama pre svog vremena u Sen-Dominiku. Godine 1794. formalno su usvojili oboje dece da bi regulisali njihov pravni status u Francuskoj. Preimenovali su dečaka Žan-Žak Fužere Odubon i devojčicu u Roze. Kada se Odubon, sa 18 godina, ukrcao na brod 1803. godine za imigraciju u Sjedinjene Države, promenio je ime u skraćeni oblik: Džon Džejms Odubon.
Odubon je od svojih najranijih dana imao naklonost prema pticama. „Osetio sam prisnost sa njima ... koja se graniči s pomamom [koja] mora pratiti moje korake kroz život.” Njegov otac je ohrabrivao njegovo interesovanje za prirodu:
On bi istaknuo elegantno kretanje ptica, lepotu i mekoću njihovog perja. On mi je skrenuo pažnju na njihovo pokazivanje zadovoljstva ili osećaja opasnosti, njihove savršene forme i sjajno ruho. On bi govorio o njihovom odlasku i povratku sa sezonama.
U Francuskoj tokom haotičnih godina Francuske revolucije i njenih posledica, mlađi Odubon je odrastao u zgodnog i stasitog čoveka. Svirao je flautu i violinu, i naučio je da vozi, mačuje i pleše. Voleo je duge hodove i obožavao lutanje po šumi, te se često vraćao sa prirodnom radoznalošću, istražujući ptičija jaja i gnezda, koja je prikazivao grubim crtežima. Njegov otac je planirao da ga obuči da bude pomorac. Sa dvanaest godina, Odubon je pošao u vojnu školu i postao kabinski dečak. Vrlo brzo je otkrio da je podložan morskoj bolesti i da ne voli matematiku niti navigaciju. Nakon neuspešnog oficirskog kvalifikacionog testa, Odubon je okončao svoju mornaričku karijeru u začetku. Rado se vratio na čvrsto tlo i ponovo istraživao polja, fokusirajući se na ptice.

## Radovi
- John James Audubon, (1996). Selected Journals and Other Writings. ISBN 978-0-14-024126-6. (Ben Forkner, ed.) (Penguin Nature Classics).
- John James Audubon, (1999). Writings & Drawings. ISBN 978-1-883011-68-0. (Christoph Irmscher, ed.) (The Library of America).
- John James Audubon, (2006). The Audubon Reader. ISBN 978-1-4000-4369-9. (Richard Rhodes, ed.) (Everyman Library).
- Audubon: Early Drawings. ISBN 978-0-674-03102-9. (Richard Rhodes, Scott V. Edwards, Leslie A. Morris) („Harvard University Press”. Архивирано на веб-сајту  (13. октобар 2008) and Houghton Library 2008).
- John James Audubon, Audubon and His Journals (The European Journals 1826–1829, the Labrador Journal 1833, the Missouri River Journals 1843), edited by Maria Audubon, volumes 1 and 2, originally published by Charles Scribner's Sons in 1897 (in  Wikisource).

## Literatura
- Anon. (1887) Sketch of J.J. Audubon. The Popular Science Monthly. pp. 687–692.
- Arthur, Stanley Clisby (1937). Audubon; An Intimate Life of the American Woodsman. New Orleans: Harmanson. април 2000. ISBN 978-1-4556-0047-2.. OCLC 1162643 view excerpts online
- Audubon, Lucy Green Bakewell, ур. (1870). The Life of John James Audubon, the Naturalist. New York: G.P.Putnam & Sons.
- Burroughs, J. (1902). John James Audubon. Boston: Small, Maynard & company. Спољашња веза у |title= (помоћ). OCLC 648935
- Chalmers, John (2003). Audubon in Edinburgh and his Scottish Associates. Edinburgh: NMS Publishing. ISBN 978-1-901663-79-2.
- Ford, Alice (1969). Audubon By Himself. Garden City NY: The Natural History Press.
- Fulton, Maurice G. (1917). Southern Life in Southern Literature; selections of representative prose and poetry. Boston, New York [etc.]: Ginn and Co. OCLC 1496258 view online here
- Jackson E Christine (2013), John James Audubon and English Perspective  http://cejacksonbirdart.wix.com/jjlaudubon. Недостаје или је празан параметар |title= (помоћ) Архивирано на веб-сајту  (22. септембар 2013)
- Herrick, Francis Hobart (1917). Aububon the naturalist: A History of his Life and Time. D. Appleton and Company, New York. Volume IVolume II (combined 2nd 1938 edition)
- Logan, Peter (2016). Audubon: America's Greatest Naturalist and His Voyage of Discovery to Labrador. San Francisco, California: Ashbryn Press. ISBN 978-0-9972282-1-2.
- Olson, Roberta J.M.. Audubon's Aviary: The Original Watercolors for The Birds of America. 2012. ISBN 978-0-8478-3483-9.. New York: Skira/Rizzoli and New-York Historical Society.
- Punke, Michael (2007). Last Stand: George Bird Grinnell, the Battle to Save the Buffalo, and the Birth of the New West. Smithsonian Books. ISBN 978-0-06-089782-6.
- Rhodes, Richard (2004). John James Audubon: The Making of an American. New York: Alfred A. Knopf. ISBN 978-0-375-41412-1..
- St. John, Mrs. Horace (1884). Life of Audubon, the naturalist of the New World, His Adventures and Discoveries. Philadelphia: J.B.Lippincott & Co.
- Small, E., Catling, Paul M., Cayouette, J., and Brookes, B. Audubon: Beyond Birds: Plant Portraits and Conservation Heritage of John James Audubon. 2009. ISBN 978-0-660-19894-1.. NRC Research Press, Ottawa.
- Souder, William (2005). Under a Wild Sky: John James Audubon and the Making of The Birds of America. New York: Macmillan. ISBN 978-0-86547-726-1.
- Streshinsky, Shirley (1993). Audubon: Life and Art in the American Wilderness. New York: Villard Books. ISBN 978-0-679-40859-8.

## Spoljašnje veze
- New York Historical Association
- John James Audubon на сајту Пројекат Гутенберг (језик: енглески)
- Džon Džejms Odubon на сајту Internet Archive (језик: енглески)
- Works by John James Audubon at Toronto Public Library
- Džon Džejms Odubon на сајту LibriVox (језик: енглески)
- John James Audubon at American Art Gallery
- Audubon's Birds of America at the University of Pittsburgh, a complete high resolution digitization of all 435 double elephant folios as well as his Ornithological Biography
- „The John James Audubon Collection”., Houghton Library, Harvard University
- "Audubon biography", National Audubon Society
- „"Louise Hauss and David Brent Miller Audubon Collection"”., Jule Collins Smith Museum of Art, Auburn University
- „John James Audubon State Park”. in Henderson, Kentucky
- „Audubon's Birds of America”., podcast from the Beinecke Library, Yale University
- John James Audubon and Audubon family letters, (ca. 1783–1845) from the Smithsonian Archives of American Art
- View works by John James Audubon online at the Biodiversity Heritage Library.
- Watercolors for Birds of America at the New York Historical Society
- Burgwin Family Papers, 1844–1963, AIS.1971.14, Archives Service Center, University of Pittsburgh. Includes Audubon-Bakewell family materials.
- John James Audubon Collection at the Library of Congress
- „Identification guide to Audubon print editions”. Архивирано на веб-сајту  (21. април 2017)
- Blue jay: Corvus cristatus by John James Audubon at